# Companhia dos Mares do Sul

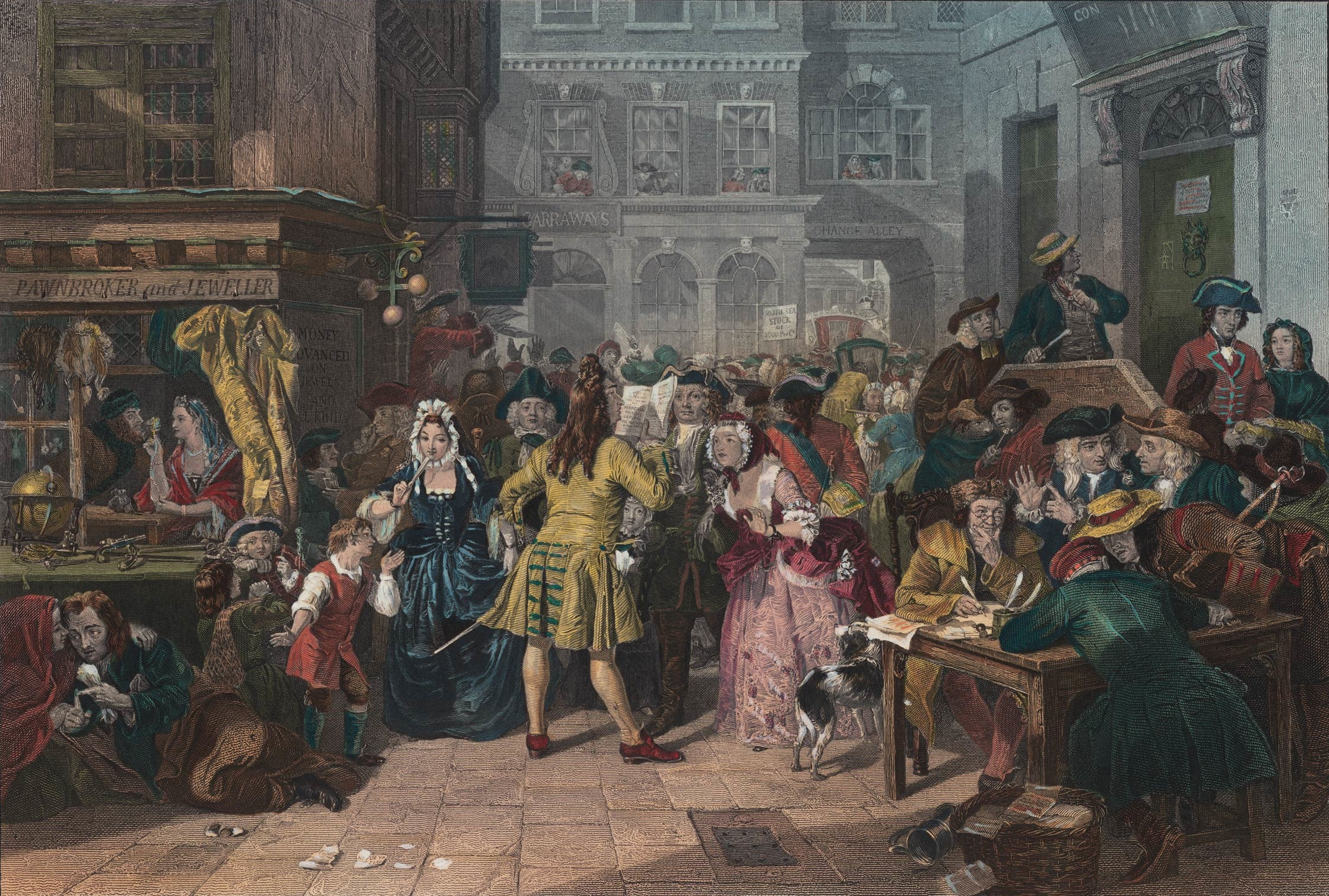
Imagem da "bolha" da Companhia dos Mares do Sul

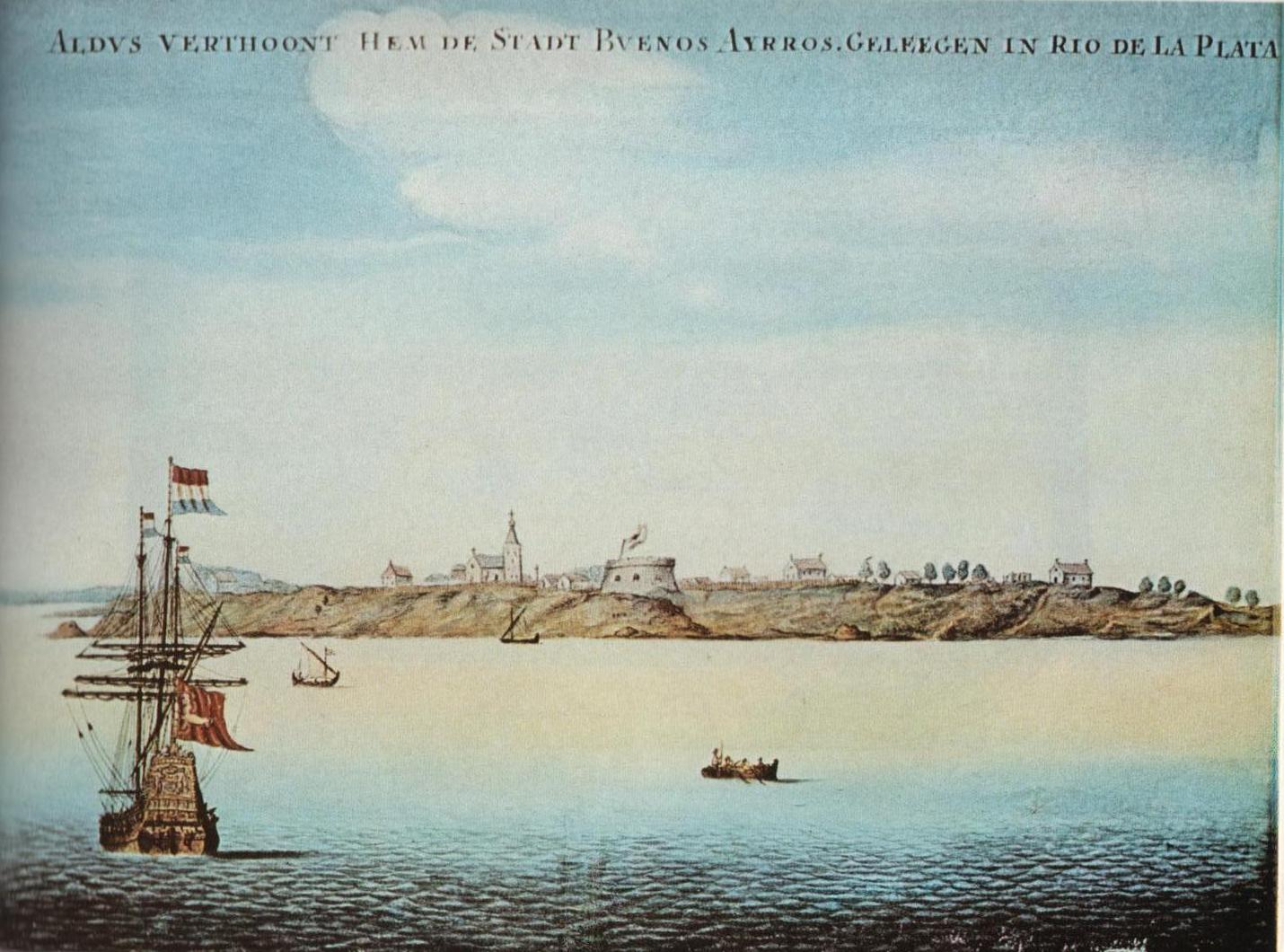
Vista de Buenos Aires no século XVII. Foi o porto mais meridional do continente ao qual a Companhia dos Mares do Sul teve acesso.

A Companhia do Mar do Sul  ou Companhia dos Mares do Sul (em inglês, The South Sea Company) foi uma organização comercial privada formada em 1711 por Robert Harley. A companhia recebeu os direitos exclusivos do comércio com a América do Sul que foram acordados ao finalizar a Guerra de Sucessão Espanhola. A especulação econômica que se gerou ao redor dessa empresa fez com que os títulos de comércio se multiplicassem por nove no primeiro semestre de 1720. Essa bolha econômica conhecida como a Quebra dos Mares do Sul foi uma das crises mais devastadoras da história do capitalismo. Isaac Newton teve uma grande colaboração no desbaratamento de bolhas como essa na mesma época do incidente.